# Arthur Lubin
Arthur Lubin, född 25 juli 1898, död 11 maj 1995, var en amerikansk filmregissör och producent som regisserade flera Abbott & Costello-filmer och Phantom of the Opera (1943).[källa behövs] Han var en framstående regissör för Universal Pictures på 1940- och 1950-talen men är kanske mest känd idag som mannen som gav Clint Eastwood sitt första kontrakt inom film.[källa behövs]